# Mădălina Florea
Pour les articles homonymes, voir Florea.
Monica Mădălina Florea, née le 3 février 1993 à Sighișoara, est une coureuse de fond roumaine. Elle est championne des Balkans de course en montagne 2021 et a remporté la médaille d'argent sur l'épreuve de montée et descente aux championnats d'Europe de course en montagne et trail 2022 ainsi que la médaille de bronze sur 10 000 mètres aux Jeux de la Francophonie 2017.

## Biographie

### Débuts et succès en junior
Pratiquant la gymnastique rythmique durant son enfance, Mădălina fait ses débuts en athlétisme à l'âge de 12 ans, inspirée par les exploits de Gabriela Szabó. Démontrant de bonnes capacités en course de fond, elle est prise en charge par l'entraîneur Ioan Avram et signe rapidement ses premiers succès sur piste et en cross-country,,.
Elle se révèle véritablement en 2010 en terminant quatrième du 3 000 mètres en 9 min 52 s 97 lors des épreuves qualificatives pour la première édition des Jeux olympiques de la jeunesse à Singapour. Elle obtient ainsi son ticket. En août, elle confirme son talent en remportant les titres de championne junior de Roumanie du 3 000 mètres et du 5 000 mètres. Lors de Jeux olympiques de la jeunesse, elle parvient à se hisser en finale du 3 000 mètres et se classe cinquième en 9 min 38 s 64. Elle hérite temporairement de la quatrième place après la disqualification de l'Érythréenne Samrawit Mengisteab pour avoir mis un pied hors de la piste mais la décision est révoquée et Mădălina conserve sa cinquième place.
Elle confirme son talent pour la course de fond en remportant le titre de championne de Roumanie espoirs 2011 du 5 000 mètres en 16 min 36 s 82. Elle remporte sa première médaille dans une compétition internationale en décrochant l'argent sur 3 000 mètres en 9 min 53 s 41 lors des championnats des Balkans juniors d'athlétisme à Edirne. Lors des championnats d'Europe juniors d'athlétisme à Tallinn, elle se classe sixième du 5 000 mètres en 16 min 44 s 38.
Le 11 juillet 2012, elle prend part aux championnats du monde juniors d'athlétisme à Barcelone sur l'épreuve du 5 000 mètres. Parvenant à rester dans le groupe de tête, elle se voit cependant distancer au troisième kilomètre et termine septième en 16 min 8 s 07, derrière la Russe Alena Kudashkina. Elle reclassée sixième après la disqualification de cette dernière pour dopage.
En 2013, elle démontre d'excellents résultats en cross-country. Le 2 mars, elle décroche le titre de championne de Roumanie espoir à Botoșani. Elle participe ensuite aux championnats des Balkans de cross-country à Zrenjanin. Elle y remporte la médaille d'argent en espoirs derrière la locale Amela Terzić. Le 24 août, elle remporte son premier titre senior en devenant championne de Roumanie du 10 000 mètres. Peu habituée à courir cette distance, elle songe à jeter l'éponge à trois kilomètres de la fin mais voyant qu'elle a creusé un écart considérable avec ses adversaires, elle poursuit et s'impose en 34 min 49 s 03.

### 2014-2017: médailles sur piste
En juillet 2014, après avoir remporté les titres nationaux sur 5 000 mètres et 10 000 m, elle participe aux championnats des Balkans d'athlétisme à Pitești. Engagée sur 5 000 mètres, elle réalise une excellente course et décroche la médaille d'argent en 16 min 1 s 13 derrière la Turque Esma Aydemir. Elle s'essaie ensuite avec succès à la course sur route. Le 5 octobre, elle remporte facilement la victoire du semi-marathon de Bucarest en 1 h 15 min 51 s, battant de plus de deux minutes sa compatriote Mihaela Maria Prundus.
Le 26 juin 2016, elle remporte sa deuxième médaille d'argent lors des championnats des Balkans d'athlétisme à Pitești. Battue seulement par la Serbe Teodora Simović, elle termine deuxième du 5 000 mètres en 16 h 33 min 87 s. Elle prend part aux championnats d'Europe d'athlétisme à Amsterdam. Engagée sur le semi-marathon, elle se classe septième et meilleure Roumaine en 1 h 11 min 56 s, établissant son record personnel sur la distance. Elle prend le départ du Great Birmingham Run le 16 octobre. Courant sur les talons de la favorite, la Kényane Elizeba Cherono, elle parvient à remporter la deuxième place en 1 h 14 min 45 s à peu plus d'une minute de cette dernière mais en résistant à la remontée de la Britannique Lauren Deadman.
En juillet 2017, elle est sélectionnée pour les Jeux de la Francophonie à Abidjan. Elle effectue une solide course sur le 10 000 mètres et décroche le bronze en 35 min 38 s 37. Elle échoue au pied du podium sur le 5 000 mètres, terminant en 16 min 20 s 76 à treize secondes de sa compatriote Roxana Bârcă. Sentant des douleurs au tendon d'Achille, elle n'y prête pas attention jusqu'à ce que ce dernier se déchire. Opérée mais démoralisée, elle passe la saison 2018 en convalescence hors des compétitions.

### 2019-2024: Transition à la course en montagne
Effectuant son retour à la compétition en 2019, elle se reconvertit à la course en montagne. Elle remporte la médaille d'argent aux championnats de Roumanie de course en montagne longue distance derrière Ingrid Mutter et décroche son ticket pour les championnats du monde de course en montagne longue distance à Villa La Angostura. Elle s'y classe seizième et remporte la médaille de bronze au classement par équipes avec Cristina Simion et Denisa Dragomir.
Le 24 octobre 2020, elle effectue une solide course lors des championnats des Balkans de course en montagne à Poiana Brașov et termine sur la deuxième marche du podium derrière sa compatriote Cristina Simion.
Le 15 mai 2021, elle effectue une excellente course aux championnats des Balkans de course en montagne à Câmpulung Moldovenesc. Pointant en troisième position au premier tour, elle double toutes ses adversaires dans le second tour pour franchir la ligne d'arrivée en tête et décrocher le titre devant sa compatriote Ingrid Mutter. Le 19 septembre, elle remporte son premier titre national de course en montagne à Câmpulung Moldovenesc en battant à nouveau Ingrid Mutter.
Le 3 juillet 2022, elle prend le départ de l'épreuve de montée et descente aux championnats d'Europe de course en montagne et trail à El Paso. Laissant partir la favorite Maude Mathys en tête, elle s'installe solidement en deuxième position pour remporter la médaille d'argent. Le 25 septembre, elle défend avec succès son titre de championne de Roumanie de course en montagne courte distance à Câmpulung Moldovenesc.
En 2023, elle participe à la Golden Trail World Series et se révèle sur la scène internationale du trail. Elle démontre ses qualités de grimpeuse en courant aux avant-postes en première partie de Sierre-Zinal pour finalement terminer septième. Elle s'illustre également sur la Mammoth 26K où elle se classe troisième malgré des erreurs de parcours. Elle crée la surprise lors de la finale à Spotorno en s'imposant sur le prologue devant les favorites Sophia Laukli et Judith Wyder. Encouragée par ce bon résultat, elle effectue une solide course lors de la finale et parvient à s'imposer pour quinze secondes devant Judith Wyder. Elle décroche ainsi la troisième place du classement général.
Le 31 mai 2024, elle s'élance sur l'épreuve de montée aux championnats d'Europe de course en montagne et trail à Annecy. Elle effectue une solide course derrière Scout Adkin et assure la médaille de bronze. Deux jours plus, elle se retrouve à nouveau aux côtés de sa rivale britannique sur l'épreuve de montée et descente. Elle tire avantage de ses meilleures capacités de descendeuse pour passer devant et filer vers la médaille d'argent. Elle se fait cependant coiffer au poteau par Judith Wyder et termine à nouveau sur la troisième marche du podium. Elle conclut ces championnats avec une troisième médaille de bronze au classement par équipes.

## Palmarès

### Piste
| Année | Compétition                                   | Lieu        | Place | Épreuve  | Temps          |
| ----- | --------------------------------------------- | ----------- | ----- | -------- | -------------- |
| 2011  | Championnats des Balkans juniors d'athlétisme | Edirne      | 2e    | 3 000 m  | 9 min 53 s 41  |
| 2012  | Championnats de Roumanie d'athlétisme         | Oradea      | 1re   | 5 000 m  | 16 min 42 s 84 |
| 2013  | Championnats de Roumanie d'athlétisme         | Bucarest    | 1re   | 10 000 m | 34 min 49 s 03 |
| 2014  | Championnats de Roumanie d'athlétisme         | Pitești     | 1re   | 10 000 m | 34 min 9 s 12  |
| 2014  | Championnats de Roumanie d'athlétisme         | Pitești     | 1re   | 5 000 m  | 16 min 47 s 51 |
| 2014  | Championnats des Balkans d'athlétisme         | Pitești     | 2e    | 5 000 m  | 16 min 1 s 13  |
| 2015  | Championnats de Roumanie d'athlétisme         | Pitești     | 1re   | 10 000 m | 34 min 44 s 62 |
| 2016  | Championnats des Balkans d'athlétisme         | Pitești     | 2e    | 5 000 m  | 16 min 10 s 75 |
| 2016  | Championnats de Roumanie d'athlétisme         | Cluj-Napoca | 1re   | 10 000 m | 34 min 3 s 19  |
| 2017  | Jeux de la Francophonie                       | Abidjan     | 3e    | 10 000 m | 35 min 38 s 37 |
| 2017  | Jeux de la Francophonie                       | Abidjan     | 4e    | 5 000 m  | 16 min 20 s 76 |

### Route/cross
| Année | Compétition                                       | Lieu        | Place | Épreuve       | Temps           |
| ----- | ------------------------------------------------- | ----------- | ----- | ------------- | --------------- |
| 2011  | Championnats des Balkans juniors de cross-country | Darıca      | 2e    | Cross-country | 13 min 32 s     |
| 2013  | Championnats de Roumanie espoirs de cross-country | Botoșani    | 1re   | Cross-country | 22 min 7 s      |
| 2013  | Championnats des Balkans espoirs de cross-country | Zrenjanin   | 2e    | Cross-country | 21 min 24 s     |
| 2014  | Semi-marathon de Bucarest                         | Bucarest    | 1re   | Semi-marathon | 1 h 15 min 51 s |
| 2014  | Championnats des Balkans espoirs de cross-country | Darıca      | 3e    | Cross-country | 19 min 24 s     |
| 2016  | Semi-marathon de Cluj                             | Cluj-Napoca | 1re   | Semi-marathon | 1 h 15 min 0 s  |
| 2016  | Championnats d'Europe d'athlétisme                | Amsterdam   | 7e    | Semi-marathon | 1 h 11 min 56 s |
| 2016  | Great Birmingham Run                              | Birmingham  | 2e    | Semi-marathon | 1 h 14 min 45 s |
| 2019  | Semi-marathon de Bucarest                         | Bucarest    | 1re   | Semi-marathon | 1 h 20 min 14 s |
| 2024  | Championnats de Roumanie de semi-marathon         | Bucarest    | 1re   | Semi-marathon | 1 h 14 min 57 s |
| 2025  | Championnats de Roumanie du 10 kilomètres         | Bucarest    | 1re   | 10 kilomètres | 32 min 50 s     |

### Course en montagne
| no  | féminin            | Course                                                           | Longueur | Départ            | Temps           |
| --- | ------------------ | ---------------------------------------------------------------- | -------- | ----------------- | --------------- |
| 2e  | Médaille d'argent  | Championnats des Balkans de course en montagne                   | 12 km    | 24 octobre 2020   | 1 h 8 min 2 s   |
| 1re | Médaille d'or      | Championnats des Balkans de course en montagne                   | 12 km    | 15 mai 2021       | 1 h 6 min 1 s   |
| 13e | Médaille d'argent  | Retezat SkyRace                                                  | 28 km    | 19 juin 2021      | 4 h 7 min 4 s   |
| 15e | Médaille d'or      | Championnats de Roumanie de course en montagne courte distance   | 12 km    | 19 septembre 2021 | 1 h 12 min 3 s  |
| 2e  | Médaille d'argent  | Championnats d'Europe de course en montagne - Montée et descente | 17,6 km  | 3 juillet 2022    | 1 h 18 min 38 s |
| 57e | Médaille de bronze | Giir di Mont Uphill                                              | 9 km     | 30 juillet 2022   | 55 min 32 s     |
| 24e | Médaille d'argent  | Vertical Nasego                                                  | 4,2 km   | 3 septembre 2022  | 41 min 22 s     |
| 9e  | Médaille d'or      | Championnats de Roumanie de course en montagne courte distance   | 12 km    | 25 septembre 2022 | 44 min 52 s     |
| 4e  | 4e                 | Championnats du monde de course en montagne - Montée             | 8,5 km   | 4 novembre 2022   | 57 min 44 s     |
| 4e  | 4e                 | Championnats du monde de course en montagne - Montée et descente | 11,2 km  | 6 novembre 2022   | 49 min 12 s     |
| 6e  | 6e                 | Championnats du monde de course en montagne - Montée et descente | 15,0 km  | 10 juin 2023      | 1 h 7 min 25 s  |
| 20e | Médaille d'argent  | Trophée Nasego                                                   | 20,6 km  | 3 septembre 2023  | 1 h 46 min 52 s |
| 25e | Médaille de bronze | Mammoth 26K                                                      | 26 km    | 22 septembre 2023 | 2 h 23 min 7 s  |
| 1re | Médaille d'or      | Il Golfo dell'Isola Trail - Prologue                             | 8,7 km   | 19 octobre 2023   | 39 min 1 s      |
| 1re | Médaille d'or      | Il Golfo dell'Isola Trail - Finale                               | 26 km    | 21 octobre 2023   | 2 h 18 min 5 s  |
| 3e  | Médaille de bronze | Championnats d'Europe de course en montagne - Montée             | 7,6 km   | 31 mai 2024       | 52 min 33 s     |
| 3e  | Médaille de bronze | Championnats d'Europe de course en montagne - Montée et descente | 16,0 km  | 2 juin 2024       | 1 h 23 min 12 s |
| 43e | Médaille d'argent  | Marathon du Mont-Blanc                                           | 42 km    | 30 juin 2024      | 4 h 13 min 42 s |
| 97e | Médaille de bronze | Sierre-Zinal                                                     | 31 km    | 10 août 2024      | 3 h 4 min 29 s  |
| 2e  | Médaille d'argent  | Headlands 27K                                                    | 27 km    | 14 septembre 2024 | 2 h 18 min 23 s |
| 28e | Médaille d'argent  | Mammoth 26K                                                      | 26 km    | 22 septembre 2024 | 2 h 14 min 51 s |
| 3e  | Médaille de bronze | Ascona-Locarno Trail - Prologue                                  | 7 km     | 17 octobre 2024   | 32 min 15 s     |
| 15e | Médaille d'argent  | Kobe Trail                                                       | 21,3 km  | 19 avril 2025     | 2 h 59 min 46 s |
| 21e | Médaille de bronze | Jinshanling Great Wall Trail Race                                | 24,2 km  | 26 avril 2025     | 2 h 43 min 15 s |
| 35e | Médaille d'or      | Golfo dell'Isola Trail                                           | 26 km    | 17 mai 2025       | 2 h 22 min 25 s |
| 23e | Médaille d'argent  | Broken Arrow Skyrace 23K                                         | 22,9 km  | 22 juin 2025      | 2 h 2 min 3 s   |
| 17e | Médaille de bronze | Tepec Trail                                                      | 34 km    | 29 juin 2025      | 3 h 47 min 12 s |

## Records
| Épreuve       | Épreuve       | Performance     | Date            | Lieu      |
| ------------- | ------------- | --------------- | --------------- | --------- |
| 800 mètres    | Plein air     | 2 min 15 s 06   | 28 juin 2013    | Bucarest  |
| 1 500 mètres  | Plein air     | 4 min 19 s 59   | 5 juillet 2012  | Bucarest  |
| 1 500 mètres  | En salle      | 4 min 34 s 04   | 29 janvier 2011 | Bucarest  |
| 3 000 mètres  | Plein air     | 9 min 33 s 82   | 21 juillet 2012 | Bucarest  |
| 3 000 mètres  | En salle      | 9 min 35 s 99   | 25 février 2012 | Bucarest  |
| 5 000 mètres  | 5 000 mètres  | 15 min 38 s 45  | 12 juillet 2015 | Tallinn   |
| 10 000 mètres | 10 000 mètres | 32 min 55 s 08  | 10 juillet 2015 | Tallinn   |
| 5 kilomètres  | 5 kilomètres  | 16 min 9 s      | 28 mai 2017     | Arezzo    |
| 10 kilomètres | 10 kilomètres | 32 min 50 s     | 23 mars 2025    | Bucarest  |
| Semi-marathon | Semi-marathon | 1 h 11 min 56 s | 10 juillet 2016 | Amsterdam |
| Marathon      | Marathon      | 2 h 44 min 29 s | 23 février 2020 | Séville   |